# Distrito Pedanías (Cáceres)
El distrito Pedanías, se compone de tres localidades: Rincón de Ballesteros, Estación Arroyo-Malpartida y la entidad local menor de Valdesalor. 
- Rincón de Ballesteros es una pedanía del municipio español de Cáceres. El pueblo está situado a 39 kilómetros al sur de la ciudad, cerca del límite entre las provincias de Cáceres y Badajoz.
- Estación Arroyo-Malpartida es un poblado ferroviario español perteneciente al municipio de Cáceres (Extremadura), situado junto a la estación de ferrocarril homónima en la línea que une Cáceres con Portugal.
- Valdesalor es una localidad fundada por el Instituto Nacional de Colonización en el año 1963, como pueblo de colonización y entidad local menor dependiente del Ayuntamiento de Cáceres

## Representantes del distrito.
Presidenta del Distrito: Concejala,  María José Pulido 
- Videpresidente 1º: Concejal, David Santos
- Vicepresidenta 2º: Belén Gil

## Distritos de Cáceres
- Distrito Centro-Casco Antiguo (Cáceres)
- Distrito Norte (Cáceres)
- Distrito Sur (Cáceres)
- Distrito Oeste (Cáceres)
- Distrito Pedanías (Cáceres)

- Datos: Q101130743
- Multimedia: Pedanías District, Cáceres / Q101130743